# Cabra salvatge ibèrica
La cabra muntesa o cabra salvatge (Capra pyrenaica), és una espècie de cabra salvatge que viu a la península Ibèrica. És un dels bòvids del  gènere Capra que hi ha a Europa; les altres són la cabra dels Alps o íbex, les cabres salvatges del Caucas i la cabra domèstica. Es tracta d'un endemisme que actualment només es troba a les àrees muntanyoses de la península Ibèrica. Tenia quatre subespècies de les quals dues estan actualment extintes, l'herc (Cabra pyrenaica pyrenaica) i la Cabra pyrenaica lusitanica). La subespècie lusitanica (portuguesa) s'extingí l'any 1892 i la subespècie pyrenaica el 6 de gener del 2000. A Catalunya era molt abundant, sobretot al sud i al Pirineu, però va recular molt per culpa de la caça. Actualment se'n troba al Parc Natural dels Ports, al Parc Natural de Montserrat i al Massís del Montgrí. Del 2014 ençà se'n tornen a veure alguns exemplars al Pirineu, fruit d'un projecte de reintroducció al vessant occità. Actualment se'n troba algun grup a la serra de Montsant.

## Biòtop
Ocupen hàbitats molt variats, però tots ells amb escarpaments rocosos des de prop del mar fins a l'alta muntanya. Actualment són poblacions aïllades però antigament ocupaven una àrea contínua.

## Descripció

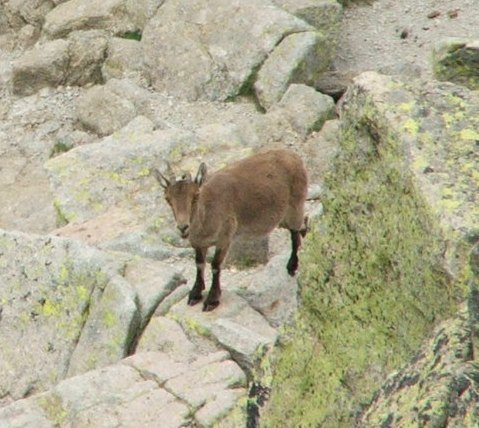
Femella de la subespècie C. p. victoriae

La cabra salvatge és una espècie amb fort dimorfisme sexual, igual que molts altres bòvids. Les femelles mesuren uns 1,20 metres de llarg i 60 d'altura a la creu, pesant entre 30 i 45 quilos de pes. Tenen banyes bastant curtes i s'assemblen bastant a una cabra domèstica.
Els mascles, en canvi, poden arribar als 148 centímetres de llarg, tenir una alçada de 77 centímetres a la creu i atènyer un pes màxim de 110 quilos. Les banyes dels mascles són notablement gruixudes i poden arribar a ser el triple de llargues que lesde les femelles. Estan més separades entre elles que les banyes d'altres espècies del gènere Capra. Els mascles adults tenen també una cara més allargada i la típica barba de boc fosca sota la mandíbula.
El color i la longitud del pelatge varia segons les subespècies i l'època de l'any, i es torna més llarg i grisenc a l'hivern. Després de les mudes de pèl de l'abril i del maig, el color és marró o canyella, amb taques fosques a la part inferior de les potes que als mascles adults poden estendre cap als costats, espatlles i ventre. La part central d'aquest és blanca en ambdós sexes i la cua negra i curta (12-13 cm.).

## Hàbits

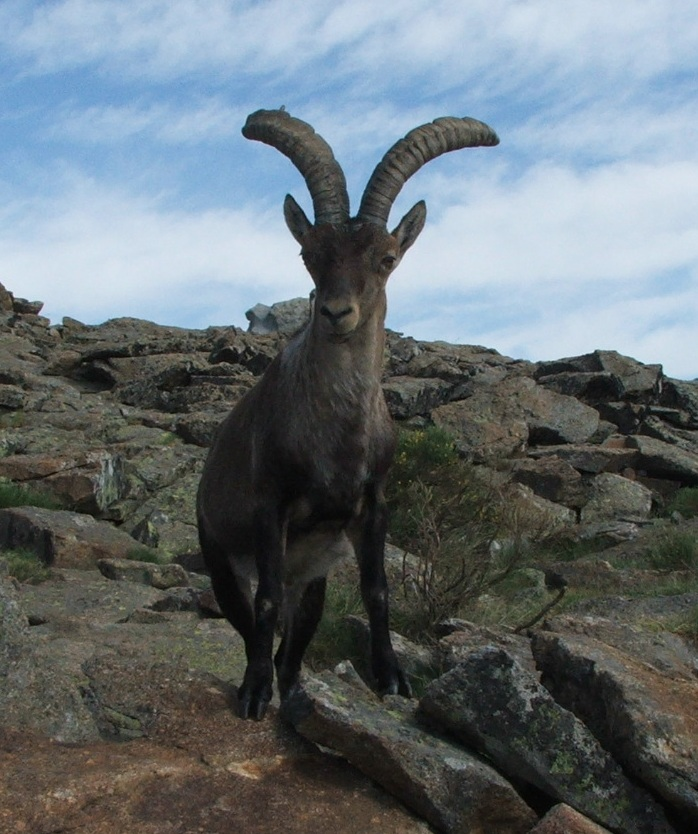
Mascle de C. p Victoriae de la Serra de Gredos

Aquesta espècie es desenvolupa de la mateixa manera de dia i de nit, encara que les seves màximes hores d'activitat es localitzen al matí i a la tarda, a prop del crepuscle. A l'hivern desenvolupen la seva activitat en les hores centrals del dia, que és quan fa més calor.
Són animals sociables, però canvien sovint de ramat. Aquest pot estar constituït per mascles adults, femelles amb les seves cries o adolescents d'ambdós sexes (en aquest últim cas, només durant l'estiu). Els mascles i les femelles adultes es reuneixen en l'època de zel, en els mesos de novembre i desembre, caracteritzats pels violents combats cap contra cap dels mascles, i les cries (una per part) neixen totes al maig.
Habiten tant en boscos com en extensions herbàcies, a cotes muntanyoses d'entre 500 i 2.500 metres d'altitud. La dieta és predominantment herbàcia, encara que a l'hivern es torna més arbustiva. Si cal, excaven a la neu per accedir fins a la vegetació.

## Subespècies
Es coneixen quatre subespècies de cabres salvatges, dues de les quals s'han extingit en temps recents. Això no obstant, diversos autors han posat en dubte la seva validesa. Aquestes subespècies són les següents:

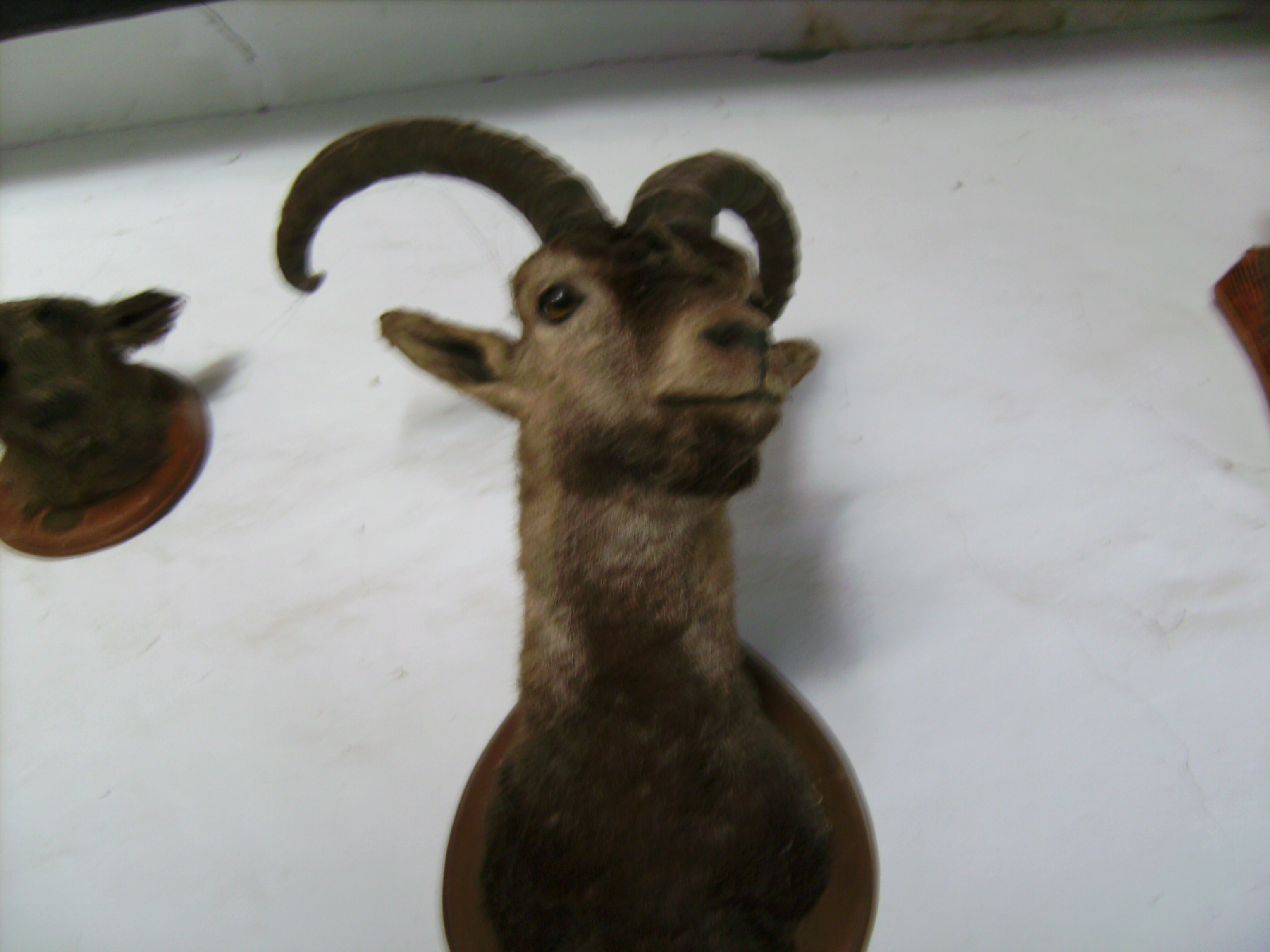
C. p. victoriae caçada a Gredos

- Capra pyrenaica pyrenaica Schinz, 1838 dels Pirineus, ja extinta. És la subespècie-tipus situada originalment en els Pirineus, anomenada popularment cabra pirinenca o herc per antonomàsia. L'últim exemplar va morir el gener del 2000.

- Capra pyrenaica victoriae Cabrera, 1911 de Gredos, distribuïda de manera desigual a les serralades del centre i del nord d'Espanya. La seva principal població és a la serra de Gredos, on n'habiten uns 10.000 exemplars. És considerada subespècie cinegètica, sota certes restriccions.

- Capra pyrenaica hispanica Schimper, 1848 de Beseit. Té una distribució discontínua que s'estén per les serralades properes al mar Mediterrani. Cabra salvatge hispànica. Aconsegueix la seva major concentració a Sierra Nevada.

- Capra pyrenaica lusitanica Schlegel, 1872 de Portugal, ja extinta. Era distribuïda originalment per les muntanyes frontereres entre Galícia i Portugal, s'extingí el 1892 a la Serra de Geres, Portugal.

## Estat de conservació

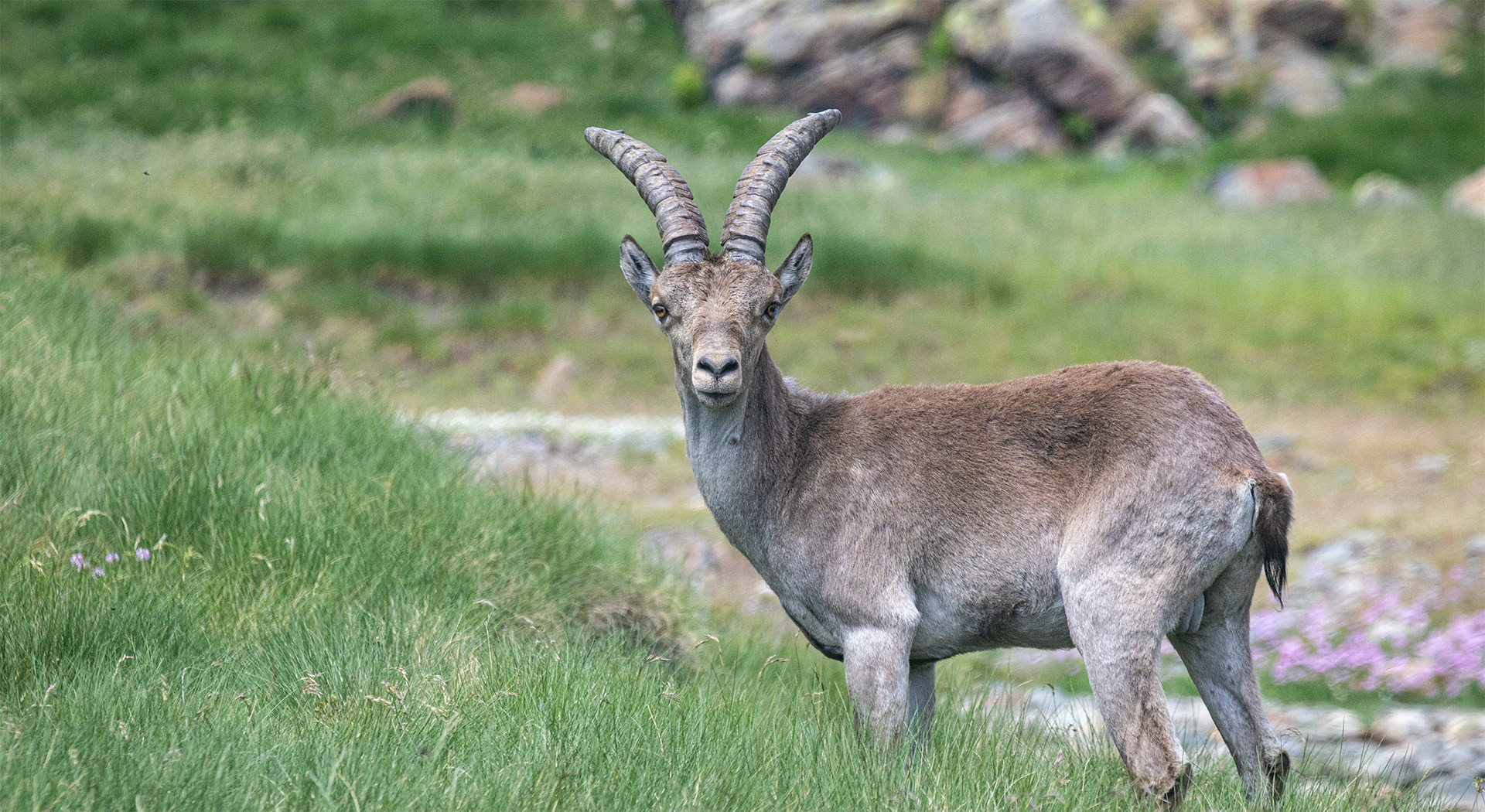
Mascle al Pirineu

Hi ha l'intent de clonar la subespècie pyrenaica amb els teixits preservats. 

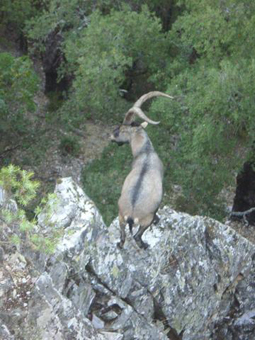
Exemplar de la província de Salamanca

La cabra salvatge té el llop, l'os bru i l'àguila com a depredadors naturals, però aquests han desaparegut en els últims temps d'àmplies zones de la seva distribució. La caça d'aquesta espècie per part de l'home es produïa ja en la Prehistòria, primer a càrrec de l'home de Neandertal i des de fa 40-35.000 anys, per la nostra espècie. Són abundants les seves restes en les coves paleolítiques i apareix representada amb freqüència en les pintures rupestres de tota la península Ibèrica.
Amb la introducció de l'agricultura i l'augment de la població humana (i amb això, de la caça), la seva població va desaparèixer de diverses zones i en altres va minvar ostensiblement. En temps recents, el fet de ser una espècie única al món, endèmica de la Península, la va convertir en una cotitzada espècie de caça major. Es té constància de l'arribada expressa de caçadors procedents de França i el Regne Unit durant els segles xix i xx, especialment al Pirineu, buscant únicament la mort d'algun exemplar i les seves valuoses banyes com a trofeu.
Vers la fi del segle xix, la població de cabra salvatge estava en ràpida regressió i la subespècie galaicoportuguesa s'havia extingit. Alfons XIII d'Espanya va crear el 1905 el Refugi Reial de Caça de la Serra de Gredos per limitar la caça d'aquest animal a la zona i salvar així la llavors reduïda població local, però no va prendre més mesures pel salvament de l'espècie. No fou fins al 1950 quan van començar a crear-se nombroses reserves per a protegir la cabra salvatge, encara que en molts casos no es van crear polítiques adequades a aquest efecte. L'extinció recent de la cabra salvatge pirinenca es deu en bona part a això, reduït a només vint exemplars el 1970 i condemnada per tant a la desaparició en unes poques dècades. La manca de cabres salvatges per les caceres es va intentar cobrir durant el franquisme amb la introducció d'altres bòvids forans, com el mufló i l'arruí, espècies que han tingut un impacte desigual sobre la flora i fauna local i en alguns casos han posat encara més en dificultats la cabra salvatge, atès que competeixen amb ella pels mateixos recursos.
Les subespècies sobreviuen en la seva major part a Gredos, Las Batuecas, els Ports, Mola de Cortes, regió muntanyenca de Conca, Alcaraz, Serra Madrona, serra Màgina, Sierra de Cazorla, Sierra de Segura, els Filabres, Sierra Nevada, Sierra de las Nieves i muntanyes de Cadis. També s'han introduït unes quantes a diversos punts del sector peninsular, com la Serra de Guadarrama o el terme municipal d'Albaladejo (Ciudad Real). La Junta de Galícia porta a terme un pla de reintroducció a gran escala a Galícia des del 2003.
Mentre que la caça de l'espècie no està permesa en moltes zones, en altres, com a Gredos, només s'usa com a mitjà per a controlar-ne població a causa de l'escassetat de depredadors naturals.

## La població a Catalunya
Entre 1995 i 1999 es va reintroduir a Montserrat uns vint-i-cinc exemplars procedents dels Ports de Tortosa-Beseit. A 2017 se'n comptabilitza una població estable de dos-cents cinquanta exemplars. El 2019 se'n van compatibilitzar uns 200 al Massís de Montgrí, l'origen dels quals es remunta al 2008, quan uns quants exemplars van escapar-se d'una reserva privada de la zona.
A partir de 2014 es comença a introduir al vessant francès dels Pirineus la subespècie hispanica concretament al Parc Natural Regional dels Pirineus Ariejans. L'estiu del 2016 ja es van captar imatges de cries de cabra salvatge a Lladorre, a la vall de Cardós. Després de la seva reintroducció a l'Arieja,  aquesta espècie ha anat ocupant territori a banda i banda de la frontera administrativa. Les observacions ja van continuar amb més freqüència.

## Galeria

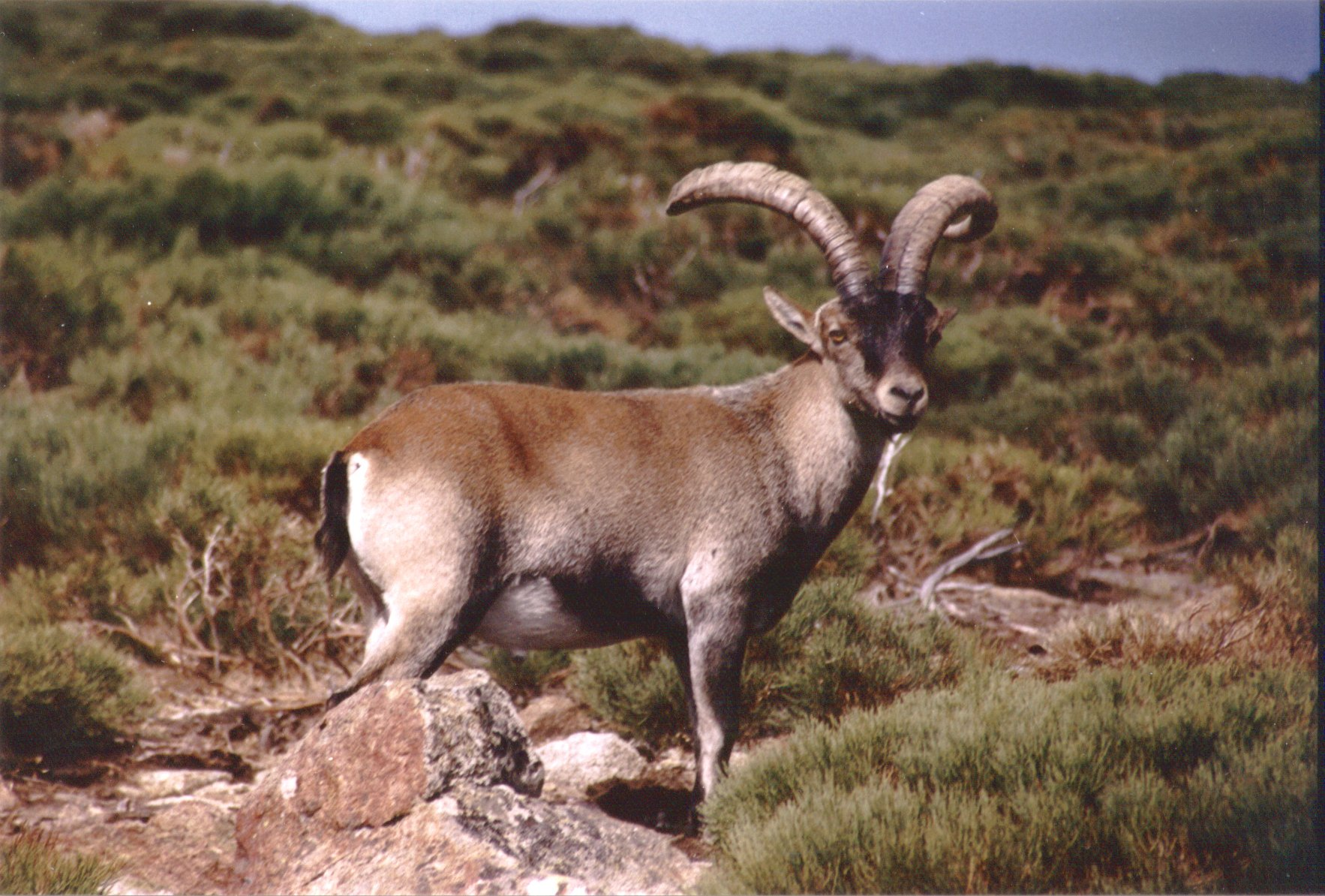
a Serra de Gredos
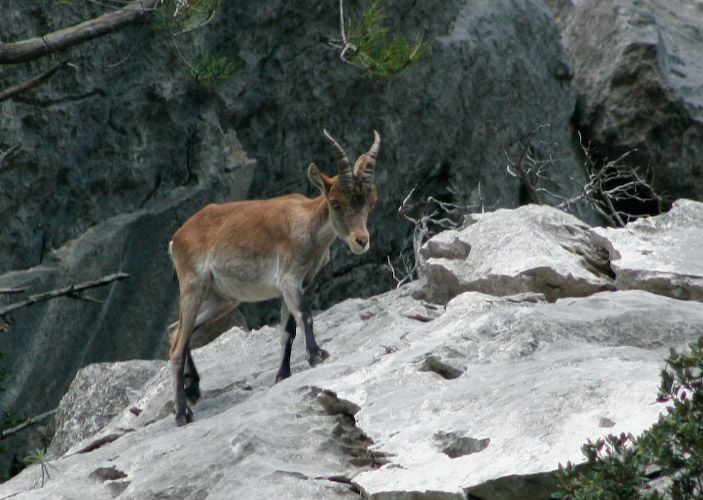
Mascles joves als Ports de Beseit
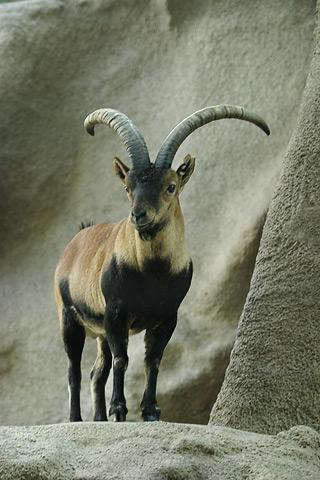
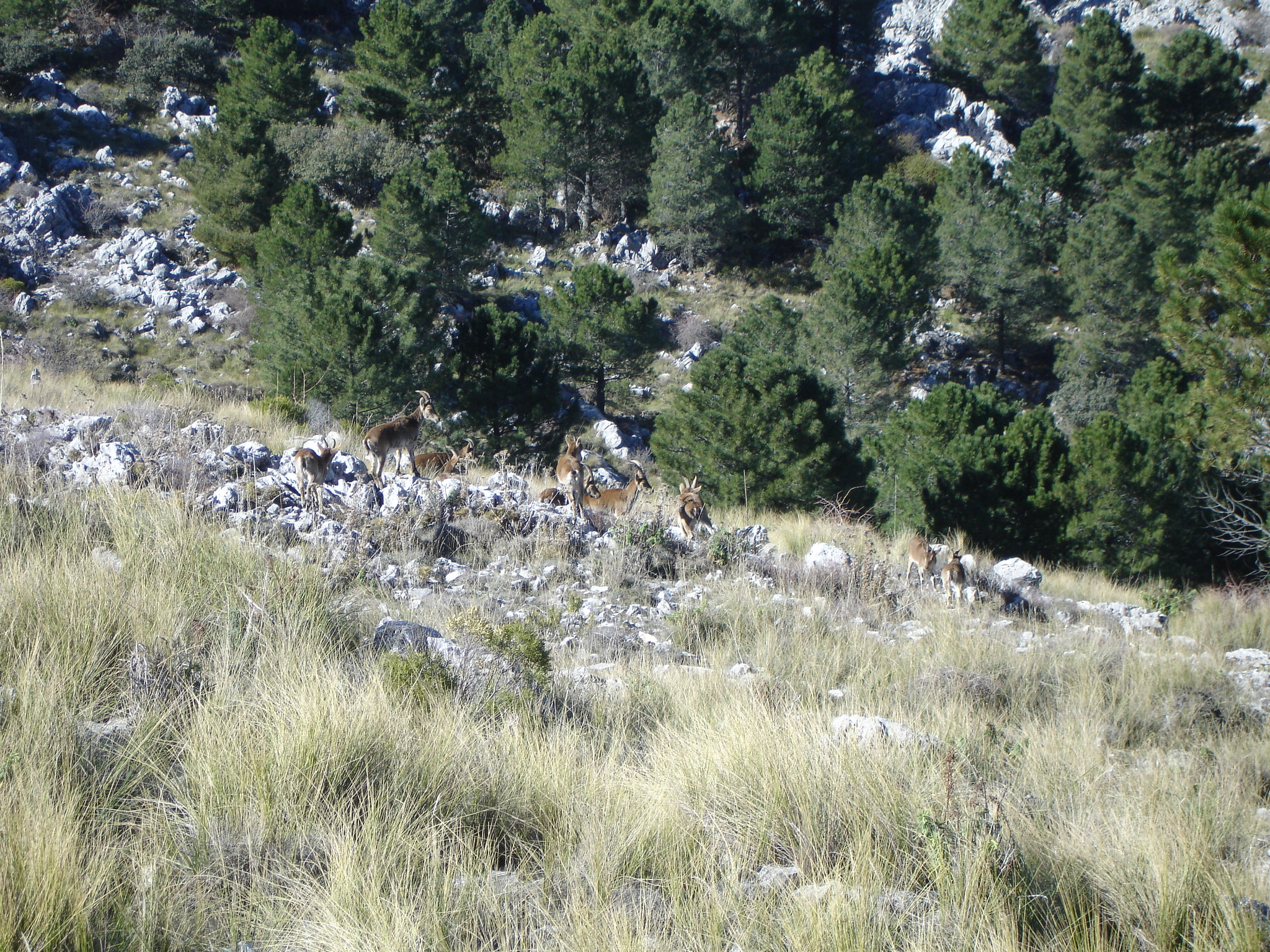
A Serra de Grazalema
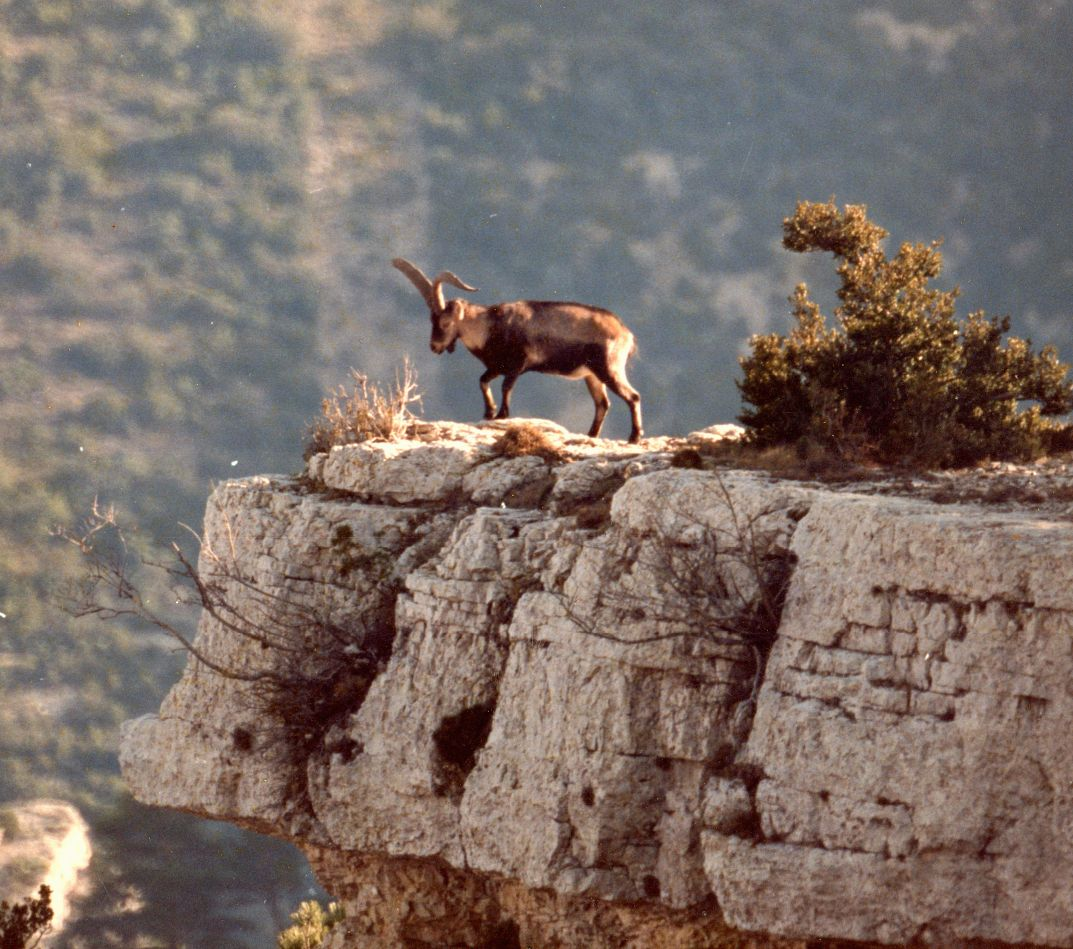
Mascle adult de Capra pyrenaica subsp. hispanica. Ports de Beseit